# Église Notre-Dame de Vierzon
L'église Notre-Dame est située à Vierzon, dans le département du Cher, en France.

## Histoire
L'église a été construite au XVe siècle à l'emplacement d'un édifice du XIIe siècle.
Elle est inscrite au titre des monuments historiques par arrêté du 24 février 1926.
L'église a été profanée fin janvier 2015 : un ciboire contenant des hosties consacrées a été volé. Le culte a été suspendu et une messe de réparation a eu lieu le 6 février suivant.

## Galerie d'images

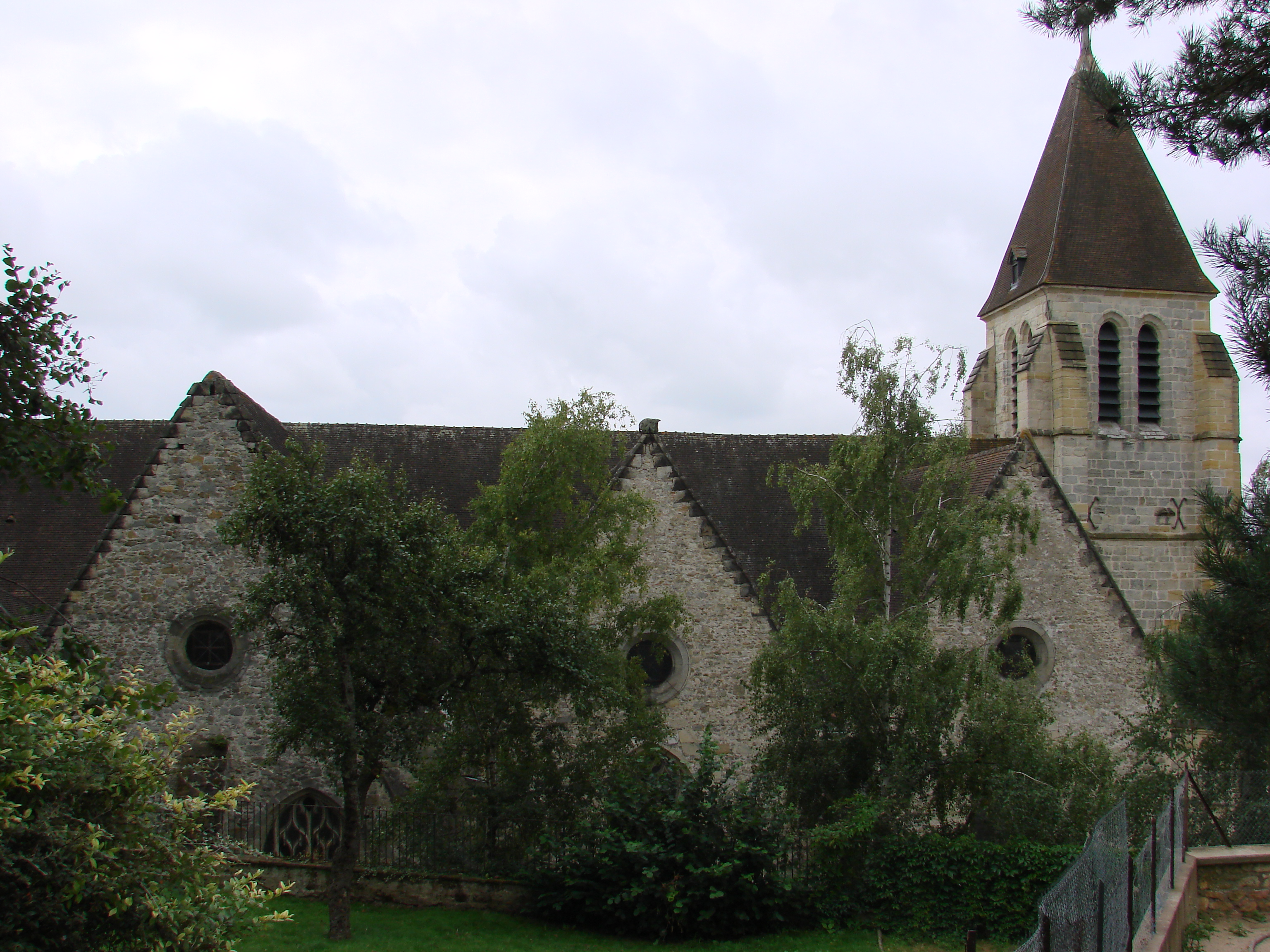
Autre vue.
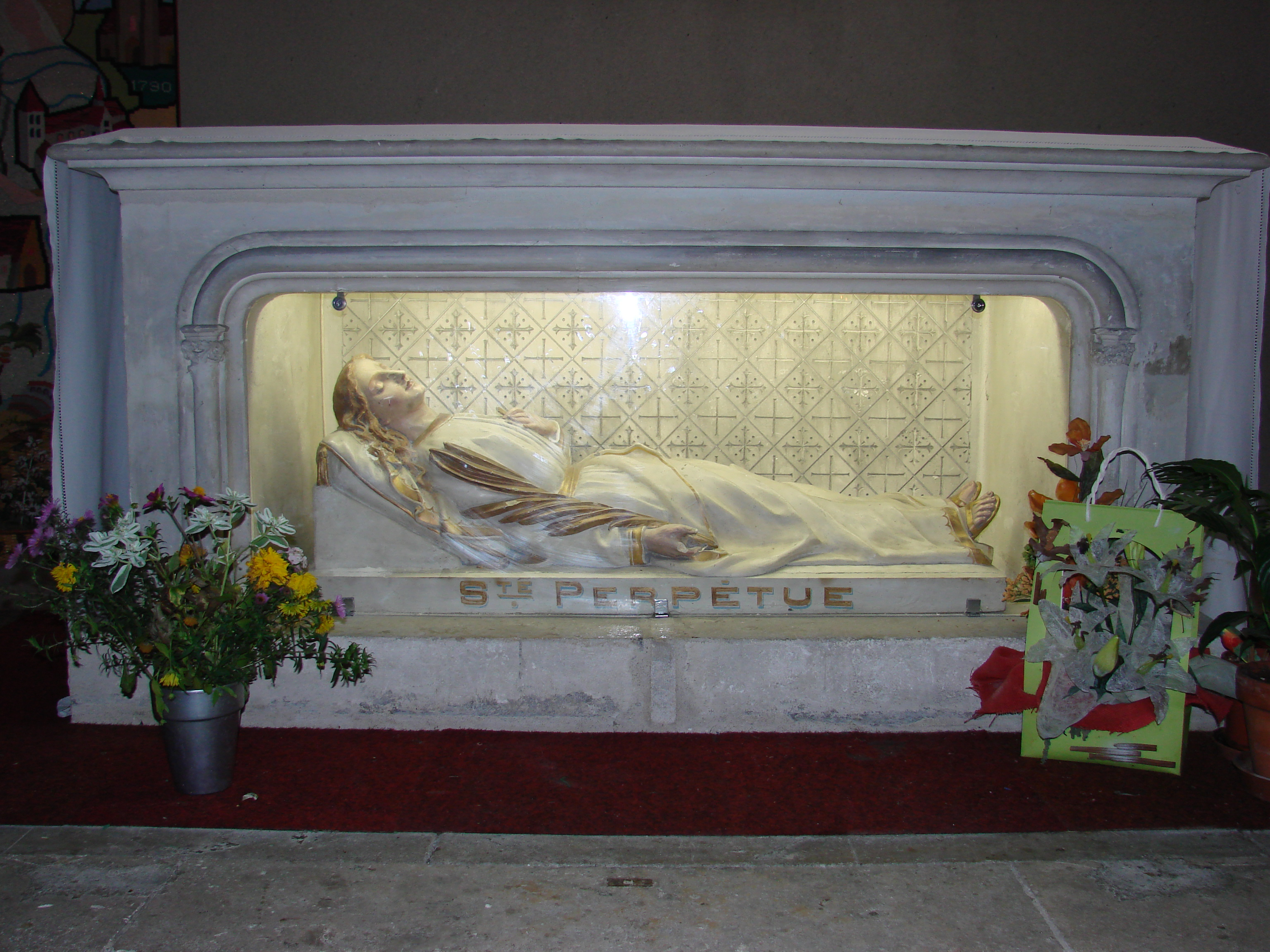
Châsse de sainte Perpétue.
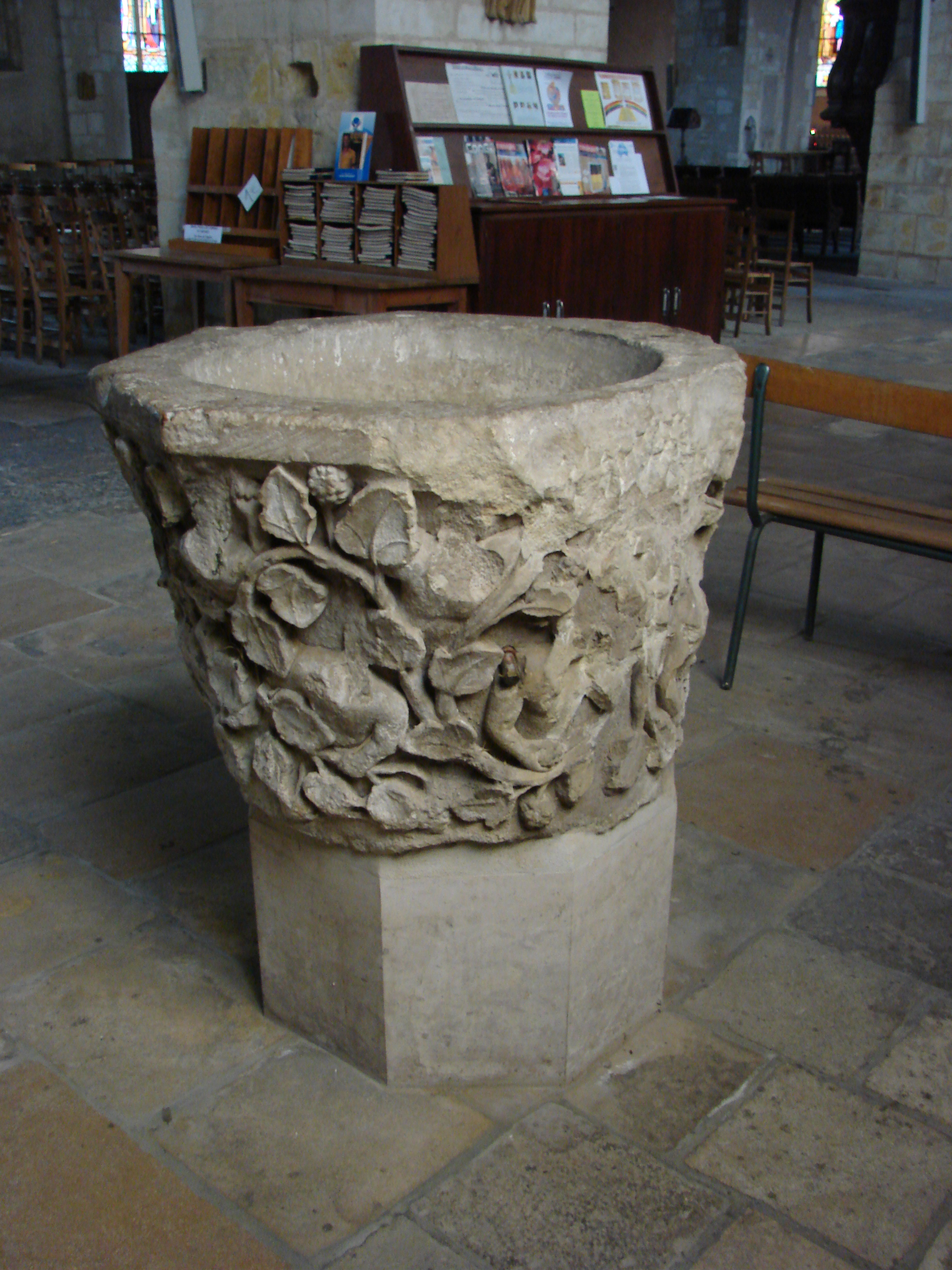
Fonts baptismaux du XIIIe siècle.
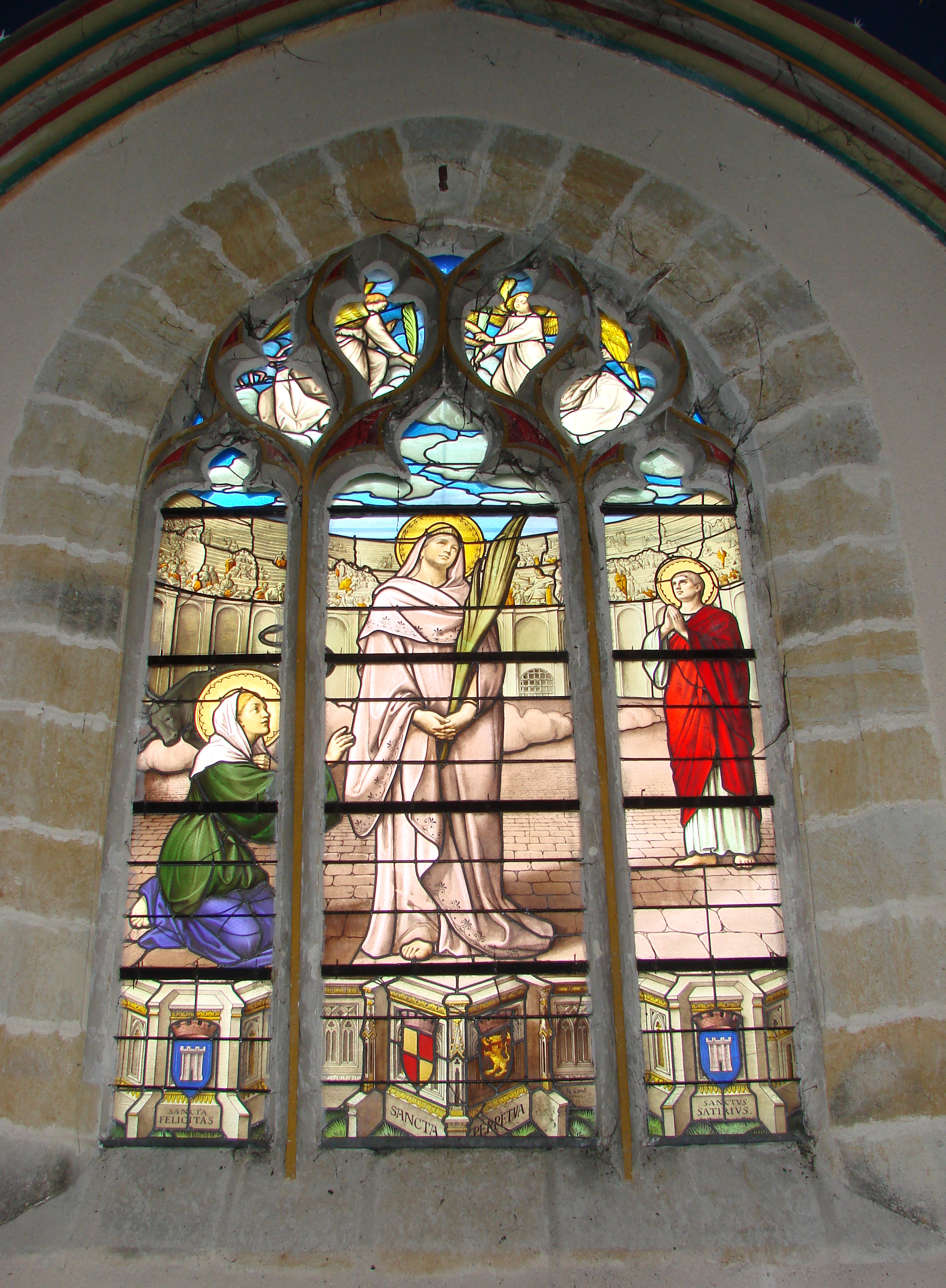
Verrière de sainte Perpétue.